# Euskadi/Saison 2013
Dieser Artikel listet Erfolge und Fahrer des Radsportteams Euskadi in der Saison 2013 auf.

## Erfolge in der UCI Europe Tour
Bei den Rennen der UCI Europe Tour im Jahr 2013 gelangen dem Team nachstehende Erfolge.
| Datum       | Rennen                             | Kat. | Sieger                |
| ----------- | ---------------------------------- | ---- | --------------------- |
| 17. Mai     | 2. Etappe Ronde de l’Isard         | 2.2U | Carlos Barbero        |
| 24. Mai     | 2. Etappe Tour de Gironde          | 2.2  | Juan Carlos Larrinaga |
| 23.–26. Mai | Gesamtwertung Tour de Gironde      | 2.2  | Juan Carlos Larrinaga |
| 20. Juli    | 2. Etappe Troféu Joaquim Agostinho | 2.2  | Juan Carlos Larrinaga |

## Zugänge – Abgänge
| Zugänge               | Team 2012 | Abgänge          | Team 2013              |
| --------------------- | --------- | ---------------- | ---------------------- |
| Mikel Aristi          | Neoprofi  | Jon Aberasturi   | Euskaltel Euskadi      |
| Unai Iparraguirre     | Neoprofi  | Omar Fraile      | Caja Rural-Seguros RGA |
| Mikel Iturria         | Neoprofi  | Andoni Blázquez  | Unbekannt              |
| Juan Carlos Larrinaga | Neoprofi  | Aritz Etxebarría | Unbekannt              |
|                       |           | Xabier Zabalo    | Unbekannt              |

## Mannschaft
| Name                  | Geburtstag        | Nationalität |              |
| --------------------- | ----------------- | ------------ | ------------ |
| Mikel Aristi          | 28. Mai 1993      | Spanien      |              |
| Aritz Bagües          | 19. August 1989   | Spanien      |              |
| Carlos Barbero        | 29. April 1991    | Spanien      |              |
| Mikel Bizkarra        | 21. August 1989   | Spanien      |              |
| Unai Iparraguirre     | 25. Juli 1988     | Spanien      |              |
| Mikel Iturria         | 16. März 1992     | Spanien      |              |
| Juan Carlos Larrinaga | 20. November 1990 | Spanien      |              |
| Igor Merino           | 16. Oktober 1990  | Spanien      |              |
| Haritz Orbe           | 18. Juli 1991     | Spanien      |              |
| Ilart Zuazubiskar     | 29. April 1991    | Spanien      |              |
| Stagiaires            | Stagiaires        | Nationalität | Nationalität |
| Loïc Chetout          | Loïc Chetout      | Frankreich   |              |
| Víctor Etxeberria     | Víctor Etxeberria | Spanien      |              |